# Lissanthe
Lissanthe je rod rostlin keřovitého růstu, náležící do čeledi vřesovcovité. Rod je v Austrálii endemitický.

## Rozšíření
Rod Lissanthe zahrnuje 9 druhů. Je rozšířen výhradně v Austrálii (včetně Tasmánie). Největší areál má druh L. strigosa, vyskytující se s výjimkou Západní Austrálie na území všech australských států. Jako jediný druh rodu se vyskytuje i na Tasmánii. Celkem 6 druhů Lissanthe jsou endemity Západní Austrálie, 2 jsou endemity Queenslandu a 1 je endemit Nového Jižního Walesu.

## Druhy
- Lissanthe brevistyla A.R.Bean
- Lissanthe pluriloculata (F.Muell.) J.M.Powell
- Lissanthe powelliae Crayn & E.A.Br.
- Lissanthe rubicunda (F.Muell.) J.M.Powell
- Lissanthe sapida R.Br.
- Lissanthe scabra Crayn & E.A.Br.
- Lissanthe strigosa (Sm.) R.Br.